# Dmitrijewka (rejon jakowlewski)
Dmitrijewka (ros. Дмитриевка) – wieś w Rosji, w obwodzie biełgorodzkim, w rejonie jakowlewskim. W 2010 liczyła 1002 mieszkańców.